# Dactyloptena
Dactyloptena és un gènere de peixos marins de la família dels dactiloptèrids i l'ordre dels escorpeniformes. Aquest gènere va ser descrit per primera vegada l'any 1908 per David Starr Jordan i Robert Earl Richardson.

## Taxonomia
Espècies reconegudes del gènere:
- Dactyloptena gilberti Snyder, 1909
- Dactyloptena macracantha (Bleeker, 1855)
- Dactyloptena orientalis (G. Cuvier, 1829)
- Dactyloptena papilio J. D. Ogilby, 1910
- Dactyloptena peterseni (Nyström, 1887)
- Dactyloptena tiltoni Eschmeyer, 1997